# Schmiech
Die Schmiech ist ein etwa 25 Kilometer langer, linker Zufluss der Donau in Baden-Württemberg.

## Name
1298 wird das Gewässer als fluvium … Smiehe erstmals schriftlich erwähnt. Der Name könnte sich vom germanischen Verbstamm *smeuh- „kriechen, schmiegen, gleiten“ ableiten.

## Schmiechursprung

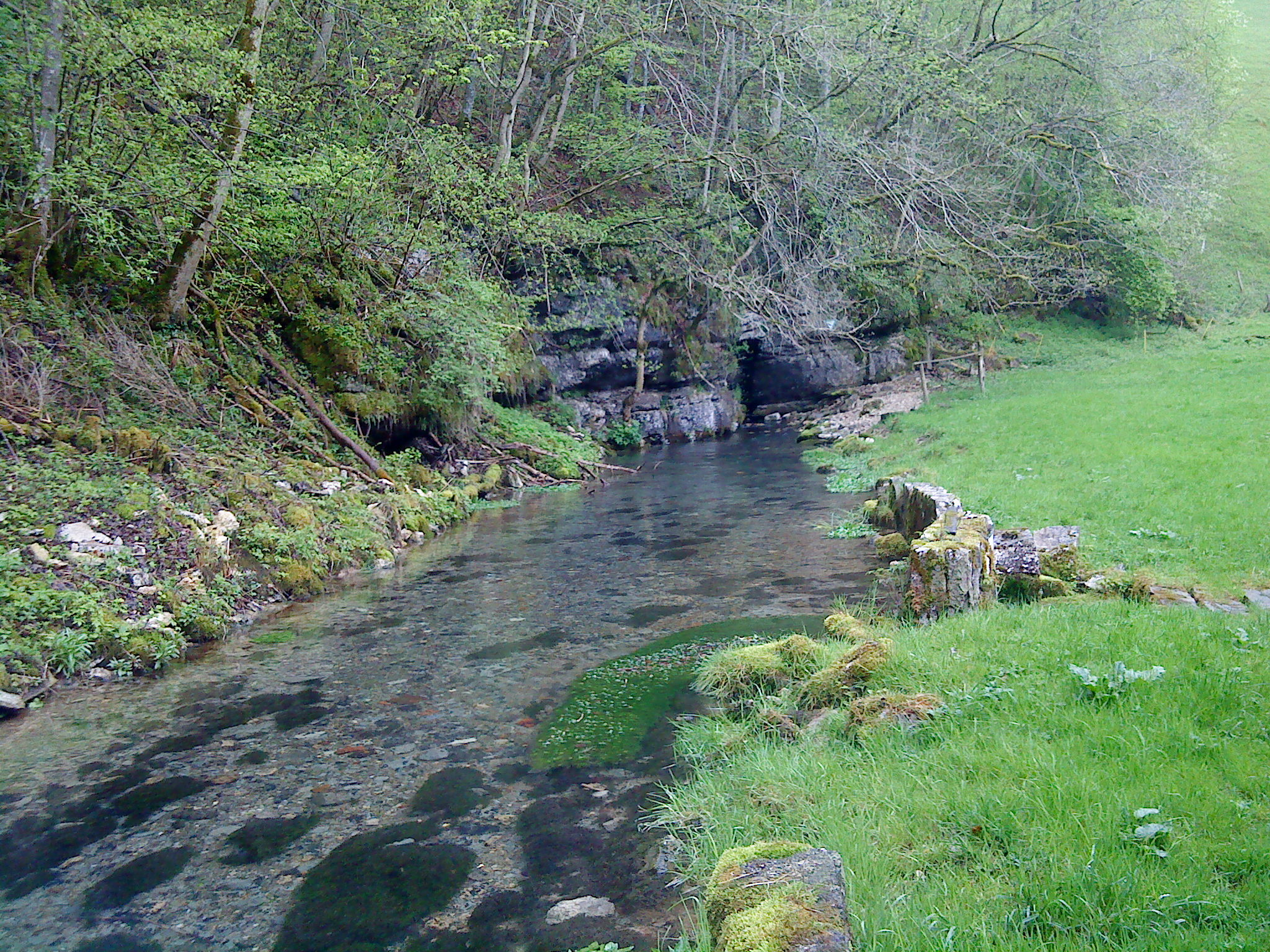
Die Schmiechquelle

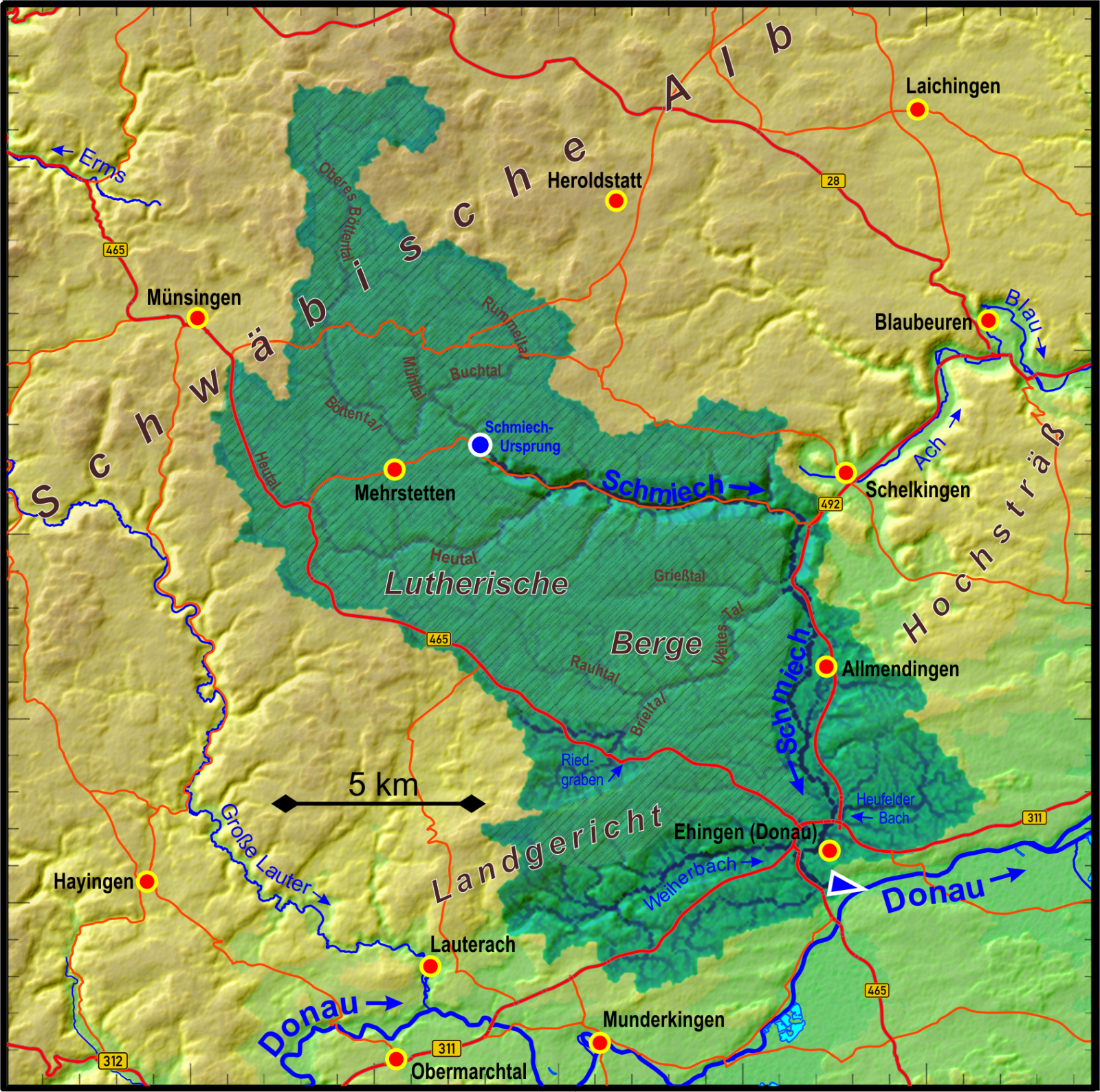
Orografisches Einzugsgebiet der Schmiech

Die Schmiechquelle befindet sich in einer Felsspalte oberhalb von Springen, einem zum Schelklinger Stadtteil Gundershofen gehörenden ehemaligen Mühlenweiler. Der Schmiechursprung ist eine ergiebige Karstquelle ohne Quelltopf. Sie schüttet durchschnittlich 280 Liter pro Sekunde (min. 60 l/s., max. 900 l/s.).

## Verlauf

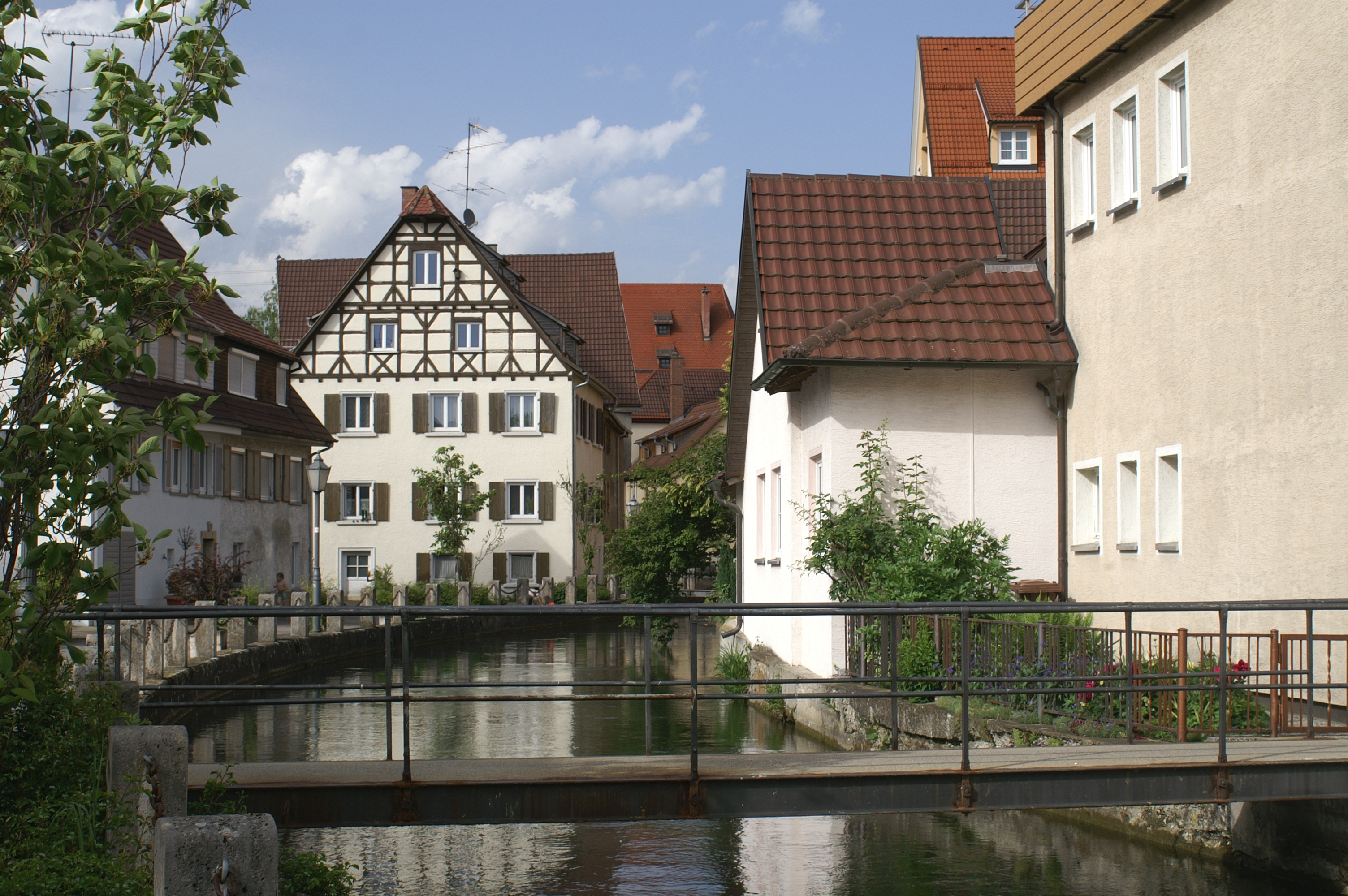
Die Schmiech in der Altstadt von Ehingen (Donau)

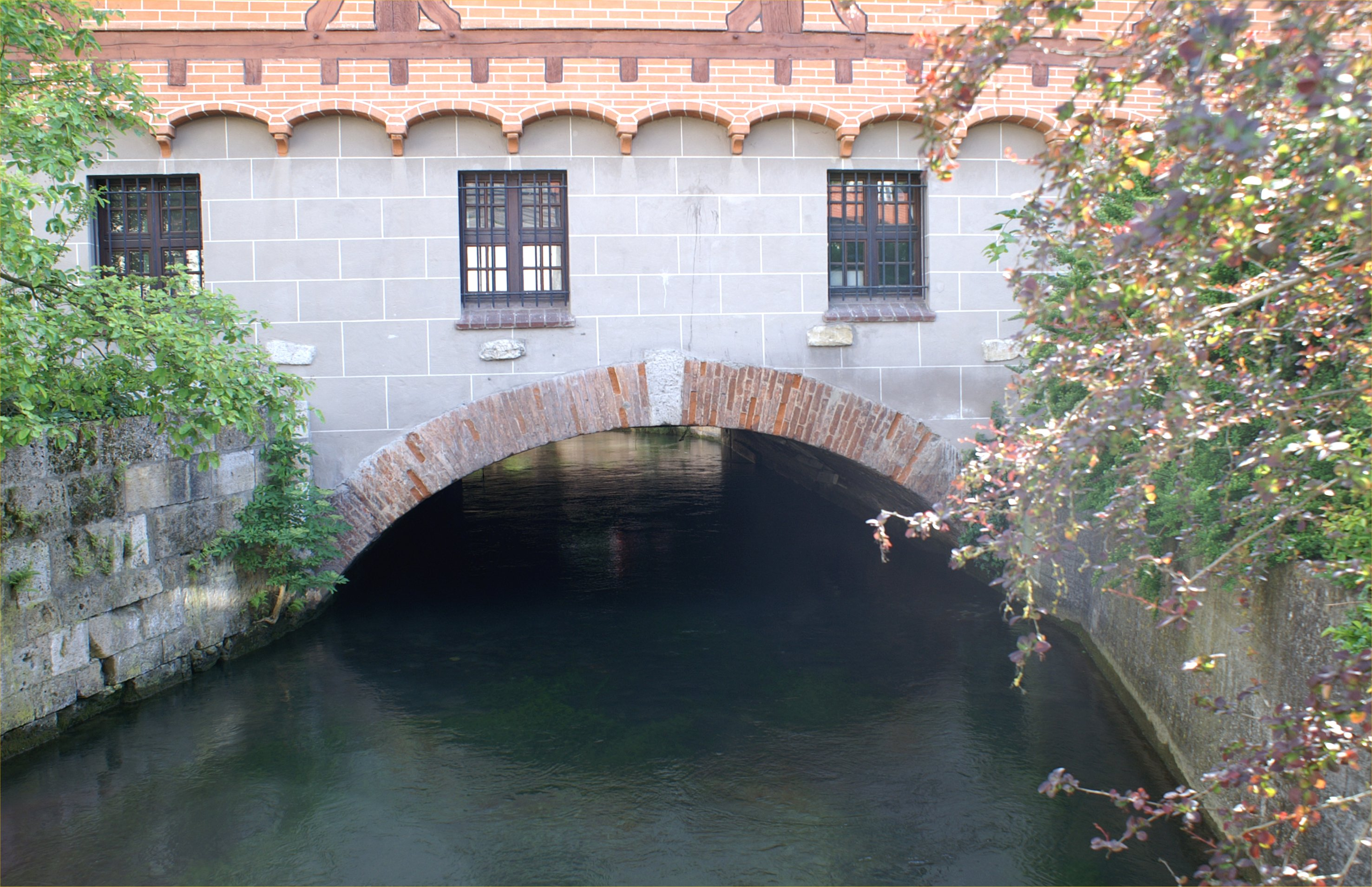
Wasserunterführung beim Heilig-Geist-Spital

Im oberen Schmiechtal fließt das Gewässer ostwärts durch Springen, Gundershofen, Sondernach, Hütten, Talsteußlingen, Teuringshofen und Schmiechen. In Talsteußlingen dreht sich ein historisches Mühlrad in der Schmiech. Dieses Wasserrad war von 1911 bis 1985 in der Talsteußlinger Mühle in Betrieb, 1997 wurde es von der Freiwilligen Feuerwehr Hütten restauriert und als Schauwasserrad an seinem heutigen Standort platziert.

## Zuflüsse
Hierarchische Liste der Zuflüsse, jeweils von der Quelle zur Mündung. Auswahl.
- Sondernach, von rechts und Westsüdwesten auf 586,5 m ü. NHN bei der Riedmühle von Schelklingen-Sondernach, 0,8 km und 34,5 km².
- Riedwiesengraben, von links und Westnordwesten auf etwa 586 m ü. NHN in Schelklingen-Hütten, 0,3 km und über 0,1 km².
- Tiefentalgraben, von rechts und Südwesten auf etwa 581 m ü. NHN vor Schelklingen-Talsteußlingen, 2,4 km und 5,3 km².
- Dunstel, von rechts und Süden auf etwa 576 m ü. NHN am Ortsende von Talsteußlingen, 1,1 km und 1,1 km².
- Seewiesen-Bruckwiesengraben, von links und Westen auf etwa 570 m ü. NHN in Schelklingen-Teuringshofen, 1,0 km und 0,8 km². Auengraben.
- Riedgraben, von rechts und Südwesten auf etwa 525 m ü. NHN vor Allmendingen-Großallmendingen, 8,8 km und 30,8 km². Endet gewöhnlich im Weiten Tal, mit dem nur zeitweiligen Unterlauf ab dort etwa 1,4 km länger. Mit Talabschnitten Brieltal und Weites Tal.
  - Dächinger Wassergraben, von links und Westen auf etwa 628 m ü. NHN abwärts von Ehingen (Donau)-Altsteußlingen, 1,9 km. Endet gewöhnlich vor der Mündung, mit dem zeitweiligen Unterlauf ab dort etwa 0,7 km länger.
- → (Abgang der Kleinen Schmiech), nach links auf knapp 525 m ü. NHN kurz vor Großallmendingen.
  - Springe, von links und Nordwesten in Großallmendingen, ca. 0,2 km.
  - (Abfluss der Zagstquelle), von links und Nordosten in Großallmendingen, über 0,1 km.
  - Aschenbach, von links und Osten in Großallmendingen, 3,0 km.
- ← (Rücklauf der Kleinen Schmiech), von links auf 511,3 m ü. NHN kurz nach Kleinallmendingen, 3,2 km und 7,0 km².
- (Bewässerungsgraben), von links auf etwa 510 m ü. NHN, 0,7 km. Ist linker Abzweig der untersten Kleinen Schmiech.
- Nördlicher Espangraben, von rechts auf etwa 508 m ü. NHN, 0,2 km. Ist linker Mündungsarm des folgenden
- Südlicher Espangraben, von rechts und Nordwesten auf 507,4 m ü. NHN kurz vor Ehingen-Berkach, 0,7 km.
- Heufelder Bach, von links und Osten auf 504,7 m ü. NHN in Ehingen, 3,1 km und 7,1 km².
- Elsengraben, von links und Osten in Ehingen, 2,4 km.
- Weiherbach, von rechts und Westen auf unter 500 m ü. NHN in Ehingen, 8,3 km und 29,2 km².
- Spitalriedgraben, von rechts und Südwesten auf etwa 497 m ü. NHN gegenüber dem Mühlweg von Ehingen, 2,1 km.

## Ehemaliges Pumpwerk der Albwasserversorgung
In Teuringshofen befindet sich ein Museum mit Informationen über den Beginn der Albwasserversorgung. Karl Ehmann ließ dieses Technische Kulturdenkmal im Jahr 1870 bauen, es kann an Sonntagen und auf Anmeldung besichtigt werden. Das Pumpwerk in Teuringshofen ist heute nicht mehr in Betrieb, die alten Maschinen sind aber noch vorhanden.

## Die Schmiech im Urdonautal
In Schmiechen macht das Flüsschen ein Knie und fließt östlich an den Lutherischen Bergen vorbei in Richtung Süden im Tal der Urdonau, entgegen der damaligen Fließrichtung der Donau. Auf der Gemarkung Allmendingen wurde die Schmiech um die Jahrtausendwende im Zuge der Flurneuordnung Siegental renaturiert. Sie mäandriert hier ein Stück entlang der Bundesstraße 492, die zwischen Blaubeuren und Ehingen Teil der Oberschwäbischen Barockstraße ist. Zur Zeit der Krötenwanderung von der Schmiech zum Schmiechener See ist in diesem Straßenabschnitt besondere Vorsicht geboten. Bei den Renaturierungsmaßnahmen wurden mehrere Krötenunterführungen und -zäune gebaut, so dass sich die Situation zwischenzeitlich etwas entschärft hat.
Die Schmiech fließt durch Allmendingen, wo ihr von links die Springe, die in einer größeren Karstquelle entspringt, über ihren Teilungsarm Kleine Schmiech zufließt. Über Berkach erreicht die Schmiech Ehingen. Dort dient sie der Wasserversorgung der Zellstoff- und Papierfabrik Sappi, welche jährlich ca. 10,6 Mio. m³ Wasser aus dem Fluss bezieht (~20 m³/min). Südlich der Stadt mündet die Schmiech schließlich in die Donau.